# Tour de Colombie 1958
Le Tour de Colombie 1958, qui se déroule du 31 mai au 14 juin 1958, est remporté par le Colombien Ramón Hoyos, qui empoche sa cinquième victoire sur cette épreuve. Cette course cycliste est composée de 15 étapes.